# Eragia profunda
Eragia profunda là một loài chân đều trong họ Bopyridae. Loài này được Markham miêu tả khoa học năm 1994.